# Empoasca altaica
Empoasca altaica är en insektsart som beskrevs av Vilbaste 1965. Empoasca altaica ingår i släktet Empoasca och familjen dvärgstritar. Inga underarter finns listade i Catalogue of Life.